# Aechmea
Genre
Classification phylogénétique
Aechmea est un genre de plantes de la famille des Bromeliaceae. Il contient environ 250 espèces à l'heure actuelle. La plupart sont des plantes sempervirentes épiphytes. Leurs feuilles plus ou moins épineuses, engainées à la base en une sorte d'entonnoir, forment des rosettes parfois tubulaires, émettant des rejets à la base.
La plupart des aechmeas se cultivent facilement en serre ou en appartement.
Ce genre est originaire du Mexique à l'Amérique du Sud.

## Synonymes
- Hoiriri Adans. (1763)
- Eriostax Raf. (1838)
- Aechmaea Brongn. (1841)
- Pironneava Gaudich. (1843)
- Pothuava Gaudich. (1852)
- Disquamia Lem. (1853)
- Macrochordion de Vriese (1853)
- Hoplophytum Beer (1854)
- Streptocalyx Beer (1854)
- Chevaliera Gaudich. ex Beer (1856)
- Lamprococcus Beer (1856)
- Echinostachys Brongn. ex Planch. (1858) nom. illeg.
- Ortgiesia Regel (1866)
- Wittmackia Mez in C.F.P.von Martius & auct. suc. (eds.) (1891)
- Gravisia Mez in C.F.P.von Martius & auct. suc. (eds.) (1892)
- Hoiriri Kuntze (1898)
- Pironneauella Kuntze in T.E.von Post & C.E.O.Kuntze (1903)
- × Streptomea E.L.Sm. (1983)
- Platyaechmea (Baker) L.B.Sm. & W.J.Kress (1990)
- Podaechmea (Mez) L.B.Sm. & W.J.Kress (1990)
- Ursulaea Read & Baensch (1994)

## Liste des sous-genres
- Aechmea Baker
- Chevaliera (Gaudichaud ex Beer) Baker
- Lamprococcus (Beer) Baker
- Macrochordion (De Vriese) Baker
- Ortgiesia (Regel) Mez
- Platyaechmea (Baker) Baker
- Podaechmea Mez
- Pothuava (Baker) Baker

## Liste des espèces
- Aechmea abbreviata L.B.Sm.
- Aechmea aciculosa Mez & Sodiro
- Aechmea aculeatosepala (Rauh & Barthlott) Leme
- Aechmea aenigmatica López-Ferr., Espejo, Ceja & A.Mend.
- Aechmea aguadocensis Leme & L.Kollmann
- Aechmea aiuruocensis Leme
- Aechmea alba Mez
- Aechmea alegrensis W. Weber
- Aechmea allenii L.B.Sm.
- Aechmea alopecurus Mez
- Aechmea altocaririensis Leme & L.Kollmann
- Aechmea amicorum B.R. Silva & H. Luther
- Aechmea amorimii Leme
- Aechmea ampla L.B.Sm.
- Aechmea andersoniana Leme & H. Luther
- Aechmea andersonii H. Luther & Leme
- Aechmea angustifolia Poeppig & Endlicher
- Aechmea anomala L.B.Sm.
- Aechmea apocalyptica Reitz
- Aechmea aquilega (Salisbury) Griseb.
  - var. aquilega
    - forma alba Oliva-Esteve
- Aechmea araneosa L.B. Smith
- Aechmea arenaria (Ule) L.B.Sm. & M.A. Spencer
- Aechmea aripensis (N.E. Brown) Pittendrigh
- Aechmea atrovittata Leme & J.A. Siqueira
- Aechmea azurea L.B.Sm.
- Aechmea bahiana L.B.Sm.
- Aechmea bambusoides L.B.Sm. & Reitz
- Aechmea bauxilumii Angel Fernandez
- Aechmea bicolor L.B.Sm.
- Aechmea biflora (L.B.Sm.) L.B.Sm. & M.A. Spencer
- Aechmea blanchetiana (Baker) L.B.Sm.
- Aechmea blumenavii Reitz
  - var. alba Reitz
- Aechmea bocainensis E. Pereira & Leme
- Aechmea brachyclada Baker
- Aechmea brachystachys (Harms) L.B.Sm. & M.A. Spencer
- Aechmea bracteata (Swartz) Grisebach
  - var. pacifica Beutelspacher
- Aechmea brassicoidesBaker
- Aechmea brevicollis L.B.Sm.
- Aechmea bromeliifolia (Rudge) Baker
  - var. albobracteata Philcox
  - var. angustispica Philcox
- Aechmea brueggeri Leme
- Aechmea burle-marxii E. Pereira
- Aechmea caesia E. Morren ex Baker
- Aechmea callichroma R.W. Read & Baensch
- Aechmea calyculata (E. Morren) Baker
  - var. variegata T. Strehl
- Aechmea campanulata L.B.Sm.
- Aechmea canaliculata Leme & H. Luther
- Aechmea candida E. Morren ex Baker
- Aechmea cariocae L.B.Sm.
- Aechmea carvalhoi E. Pereira & Leme
- Aechmea castanea L.B.Sm.
- Aechmea castelnavii Baker
- Aechmea catendensis J.A. Siqueira & Leme
- Aechmea cathcartii C.F. Reed & R.W. Read
- Aechmea caudata Lindman
  - var. caudata
    - forma albiflora W. Weber & Röth

  - var. variegata M.B. Foster
  - var. eipperi Reitz
- Aechmea cephaloides J.A. Siqueira & Leme
- Aechmea chantinii (Carrière) Baker
  - var. chantinii
    - forma amazonica (Ule) H. Luther

  - var. fuchsii H. Luther
- Aechmea coelestis (K. Koch) E. Morren
  - var. albomarginata M.B. Foster
  - var. acutifolia E. Pereira
- Aechmea colombiana (L.B.Sm.) L.B.Sm. & M.A. Spencer
- Aechmea comata (Gaudichaud) Baker
  - var. makoyana (Mez) L.B.Sm.
- Aechmea conferta L.B.Sm.
- Aechmea confertiflora Aguirre-Santoro & Betancur
- Aechmea confusa H. Luther
- Aechmea conifera L.B.Sm.
- Aechmea contracta (Martius ex Schultes f.) Baker
- Aechmea correia-araujoi E. Pereira & Moutinho
- Aechmea corymbosa (Martius ex Schultes f.) Mez
- Aechmea costantinii (Mez) L.B.Sm.
- Aechmea cucullata H. Luther
- Aechmea curranii (L.B.Sm.) L.B.Sm. & M.A.Spencer
- Aechmea cylindrata Lindman
- Aechmea cymosopaniculata Baker
- Aechmea dactylina Baker
- Aechmea dealbata E. Morren ex Baker
- Aechmea decurvaProctor
- Aechmea depressa L.B.Sm.
- Aechmea dichlamydea Baker
  - var. pariaensis Pittendrigh
  - var. trinitensis L.B.Sm.
- Aechmea digitata L.B.Sm. & R.W. Read
- Aechmea discordiae Leme
- Aechmea disjuncta (L.B.Sm.) Leme & J.A. Siqueira
- Aechmea distichantha Lemaire
  - var. distichantha
    - forma albiflora L.B.Sm.

  - var. schlumbergeri E. Morren ex Mez
  - var. glaziovii (Baker) L.B.Sm.
  - var. vernicosa E. Pereira
- Aechmea downsiana Pittendrigh
- Aechmea drakeana André
- Aechmea echinata (Leme) Leme
- Aechmea egleriana L.B.Sm.
- Aechmea emmerichiaeLeme
- Aechmea entringeri Leme
- Aechmea esseri Gross & Rauh
- Aechmea eurycorymbus Harms
- Aechmea farinosa (Regel) L.B.Sm.
  - var. conglomerata (Baker) L.B.Sm.
  - var. discolor (Beer) L.B.Sm.
- Aechmea fasciata (Lindley) Baker
  - var. purpurea (Guillon) Mez
  - var. flavivittata Reitz
  - var. pruinosa Reitz
- Aechmea fendleri André ex Mez
- Aechmea fernandae (E. Morren) Baker
- Aechmea ferruginea L.B.Sm.
- Aechmea filicaulis (Grisebach) Mez
- Aechmea flavorosea E. Pereira
- Aechmea flemingii H. Luther
- Aechmea floribunda Martius ex Schultes f.
- Aechmea fosteriana L.B.Sm.
  - var. rupicola Leme
- Aechmea frassyi Leme & J.A. Siqueira
- Aechmea fraudulosa Mez
- Aechmea froesii (L.B.Sm.) Leme & J.A. Siqueira
- Aechmea fuerstenbergii E. Morren & Wittmack
- Aechmea fulgens Brongniart
  - var. discolor (C. Morren) Brongniart
- Aechmea gamosepala Wittmack
  - var. nivea Reitz
- Aechmea geminiflora (Harms) L.B.Sm. & M.A. Spencer
- Aechmea gentryi H.Luther & K.F.Norton
- Aechmea germinyana (Carrière) Baker
- Aechmea gigantea Baker
- Aechmea glandulosa Leme
- Aechmea gracilis Lindman
- Aechmea grazielae Martinelli & Leme
- Aechmea guainumbiorum J.A. Siqueira & Leme
- Aechmea guaratingensis Leme & L.Kollmann
- Aechmea guaratubensis E. Pereira
- Aechmea gurkeniana E. Pereira & Moutinho
- Aechmea gustavoi J.A. Siqueira & Leme
- Aechmea haltonii H. Luther
- Aechmea hellae W.Weber
- Aechmea heterosepala Leme
- Aechmea hoppii (Harms) L.B.Sm.
- Aechmea huebneri Harms
- Aechmea iguana Wittmack
- Aechmea incompta Leme & H. Luther
- Aechmea involucrata André
- Aechmea joannis T. Strehl
  - var. alvipetala T. Strehl
- Aechmea jungurudoensis H.Luther & K.F.Norton
- Aechmea kautskyana E.Pereira & L.B.Sm.
- Aechmea kentii (H. Luther) L.B.Sm. & M.A. Spencer
- Aechmea kertesziae Reitz
  - var. viridiaurata Reitz
- Aechmea kleinii Reitz
- Aechmea koesteri Manzanares
- Aechmea kuntzeana Mez
- Aechmea lactifera Leme & J.A. Siqueira
- Aechmea laevigata Leme
- Aechmea lamarchei Mez
- Aechmea lanata (L.B.Sm.) L.B.Sm. & M.A. Spencer
- Aechmea lanjouwii (L.B.Sm.) L.B.Sm.
- Aechmea lasseri L.B.Sm.
- Aechmea leonard-kentiana H. Luther & Leme
- Aechmea leppardii Philcox
- Aechmea leptantha (Harms) Leme & J.A. Siqueira
- Aechmea leucolepis L.B.Sm.
- Aechmea lilacinantha Leme
- Aechmea limae Leme
- Aechmea lingulata (Linnaeus) Baker
- Aechmea lingulatoides Leme & H. Luther
- Aechmea linharesii Leme
- Aechmea linharesiorum Leme
- Aechmea longicuspis Baker
- Aechmea longifolia (Rudge) L.B.Sm. & M.A. Spencer
- Aechmea longipedunculata Betancur & Aguirre-Santoro
- Aechmea longiramosa Betancur & Aguirre-Santoro
- Aechmea lueddemanniana (K. Koch) Mez in Engler
- Aechmea lugoi (Gilmartin & H. Luther) L.B.Sm. & M.A. Spencer
- Aechmea lymanii W. Weber
- Aechmea maasii Gouda & W. Till
- Aechmea macrochlamys L.B.Sm.
- Aechmea maculata L.B.Sm.
- Aechmea magdalenae (André) André ex Baker
  - var. quadricolor M.B. Foster
- Aechmea manzanaresiana H. Luther
- Aechmea maranguapensis Leme & Scharf
- Aechmea marauensis Leme
- Aechmea marginalis Leme & J.A. Siqueira
- Aechmea mariae-reginae H. Wendland
- Aechmea matudae L.B.Sm.
- Aechmea mcvaughii L.B.Sm.
- Aechmea melinoniiHooker
- Aechmea mertensii (G. Meyer) Schultes f.
- Aechmea mexicana Baker
- Aechmea milsteiniana L.B.Sm. & R.W.Read
- Aechmea miniata (Beer) hortus ex Baker
  - var. discolor (Beer) Beer
- Aechmea mira Leme & H. Luther
- Aechmea mollis L.B.Sm.
- Aechmea moonenii Gouda
- Aechmea moorei H. Luther
- Aechmea mulfordii L.B.Sm.
- Aechmea multiflora L.B.Sm.
- Aechmea murcae (L.B.Sm.) L.B.Sm. & M.A. Spencer
- Aechmea muricata (Arruda) L.B.Sm.
- Aechmea mutica L.B.Sm.
- Aechmea nallyiL.B.Sm.
- Aechmea napoensis L.B.Sm. & M.A. Spencer
- Aechmea nidularioides L.B.Sm.
- Aechmea nivea L.B.Sm.
- Aechmea nudicaulis (L.) Grisebach
  - var. cuspidata Baker
    - forma tabuleirensis (Reitz) Reitz

  - var. aureorosea (Antoine) L.B.Sm.
  - var. aequalis L.B.Sm. & Reitz
  - var. flavomarginata E. Pereira
  - var. simulans E. Pereira
  - var. plurifolia E. Pereira
  - var. capitata Reitz
  - var. nordestina J.A. Siqueira & Leme
- Aechmea organensis Wawra
- Aechmea orlandiana L.B.Sm.
  - ssp. belloi E. Pereira & Leme
- Aechmea ornata Baker
  - var. hoehneana L.B.Sm.
  - var. nationalis Reitz
- Aechmea pabstii E. Pereira & Moutinho
- Aechmea pallida L.B.Sm.
- Aechmea paniculata Ruiz & Pavón
- Aechmea paniculigera (Swartz) Grisebach
- Aechmea paradoxa (Leme) Leme
- Aechmea paratiensis Leme & Fraga
- Aechmea patriciae H. Luther
- Aechmea pectinata Baker
- Aechmea pedicellata Leme & H. Luther
- Aechmea penduliflora André
- Aechmea perforata L.B. Smith
- Aechmea pernambucentris J.A. Siqueira & Leme
- Aechmea phanerophlebia Baker
- Aechmea pimenti-velosoi Reitz
  - var. glabra Reitz
- Aechmea pineliana (Brongniart ex Planchon) Baker
  - var. minuta M.B. Foster
- Aechmea pittieri Mez
- Aechmea podantha L.B.Sm.
- Aechmea poitaei (Baker) L.B.Sm. & M.A. Spencer
- Aechmea politii L.B.Sm.
- Aechmea polyantha E. Pereira & Reitz
- Aechmea prancei L.B.Sm.
- Aechmea prava E. Pereira
- Aechmea pseudonudicaulis Leme
- Aechmea pubescens Baker
- Aechmea purpureorosea (Hooker) Wawra
- Aechmea pyramidalis Bentham
- Aechmea racinae L.B.Sm.
  - var. tubiformis E. Pereira
  - var. erecta L.B.Sm.
- Aechmea ramosa Martius ex Schultes f.
  - var. festiva L.B.Sm.
- Aechmea ramusculosa Leme
- Aechmea reclinata C. Sastre & R. Brithmer
- Aechmea recurvata (Klotzsch) L.B.Sm.
  - var. ortgiesii (Baker) Reitz
  - var. benrathii (Mez) Reitz
  - var. albobracteata T. Strehl
- Aechmea recurvipetala Leme & L.Kollmann
- Aechmea retusa L.B.Sm.
- Aechmea roberto-anselmoi E. Pereira & Leme
- Aechmea roberto-seidelii E. Pereira
- Aechmea rodriguesiana (L.B.Sm.) L.B.Sm.
- Aechmea roeseliae H. Luther
- Aechmea romeroiL.B.Sm.
- Aechmea rubens (L.B.Sm.) L.B.Sm.
- Aechmea rubiginosa Mez
- Aechmea rubroaristata Leme & Fraga
- Aechmea rubrolilacina Leme
- Aechmea saxicola L.B.Sm.
- Aechmea seideliana W. Weber
- Aechmea seidelii (Leme) L.B.Sm. & M.A. Spencer
- Aechmea sergipana E.Pereira & Leme
- Aechmea serragrandensis Leme & J.A. Siqueira
- Aechmea serrata (Linnaeus) Mez
- Aechmea servitensis André
  - var. exigua L.B. Smith
- Aechmea setigera Martius ex Schultes f.
- Aechmea smithiorum Mez
  - var. longistipitata E. Gross
- Aechmea spectabilis Brongniart ex Houllet
- Aechmea sphaerocephala Baker
- Aechmea squarrosa Baker
- Aechmea stelligera L.B.Sm.
- Aechmea stenosepala L.B.Sm.
- Aechmea streptocalycoides Philcox
- Aechmea strobilacea L.B.Sm.
- Aechmea strobilina (Beurling) L.B.Sm. & R.W. Read
- Aechmea subintegerrima (Philcox) Leme
- Aechmea subpetiolata L.B.Sm.
- Aechmea sucreana Martinelli & C. Vieira
- Aechmea sulbahianensis Leme, Amorim & J.A. Siqueira
- Aechmea tayoensis Gilmartin
- Aechmea tentaculifera Leme, Amorim & J.A. Siqueira
- Aechmea tessmannii Harms
- Aechmea tillandsioides (Martius ex Schultes f.) Baker
- Aechmea tocantina Baker
- Aechmea tomentosa Mez
- Aechmea tonduzii Mez & Pittier ex Mez
- Aechmea triangularis L.B.Sm.
- Aechmea triticina Mez
- Aechmea tuitensis Magaña & E.J.Lott
- Aechmea turbinocalyx Mez
- Aechmea vallerandii (Carrière) Erhardt, Götz & Seybold
- Aechmea vanhoutteana (Van Houtte) Mez
- Aechmea vasquezii H. Luther
- Aechmea veitchii Baker
- Aechmea victoriana L.B.Sm.
  - var. discolor M.B. Foster
- Aechmea viridispica Aguirre-Santoro & Betancur
- Aechmea viridostigma Leme & H. Luther
- Aechmea warasii E. Pereira
  - var. discolor E. Pereira
  - var. intermedia (E. Pereira) E. Pereira & Leme
- Aechmea weberbaueri Harms
- Aechmea weberi (E. Pereira & Leme) Leme
- Aechmea weilbachii Didrichsen
  - var. weilbachii
    - forma pendula Reitz
    - forma leodiensis (André) E. Pereira & Leme
    - forma viridisepala E. Pereira & Leme

  - var. albipetala Leme & A. Costa
- Aechmea werdermannii Harms
- Aechmea williamsii (L.B.Sm.) L.B.Sm. & M.A. Spencer
- Aechmea winkleri Reitz
- Aechmea wittmackiana (Regel) Mez
- Aechmea woronowii Harms
- Aechmea wuelfinghoffii E. Gross
- Aechmea zebrina L.B. Smith